# Důchodový fond
Důchodový fond (též důchodový účet nebo penzijní fond) měl být účet vlastněný československým a později českým státem, na kterém prý byly uloženy naspořené prostředky určené k vyplácení důchodů. Tento účet pak měl být z podnětu Václava Klause rozpuštěn ve státním rozpočtu a použit k oddlužení bank. S tvrzením o existenci tohoto účtu přišel roku 2012 komunista Otakar Zmítko, jenž údajný osud důchodového fondu popsal v článku v Haló novinách. Ministerstvo financí pak jeho tvrzení odmítlo s poukazem na to, že důchodový systém Československa i Česka byl vždy průběžný, takže se peníze nikdy neukládaly na zvláštním účtu, ale procházely přímo rozpočtem státu. Zmítkova myšlenka byla pak přesto dále šířena a pozměňována, například tím, že za viníka zániku důchodového fondu byl označen premiér Topolánek. Hnutí Senioři21, které kandidovalo ve volbách roku 2021, si na základě této dezinformace dokonce vytyčilo za cíl důchodový fond obnovit.